# Мартин де Падилья и Манрике (1-й граф де Санта-Гадеа)
Мартин де Падилья и Манрике (исп. Martín Padilla y Manrique ; 1540, Калатаньясор, Кастилия и Леон, — 1602, Эль-Пуэрто-де-Санта-Мария) — 1-й граф де Санта-Гадеа и аделантадо Кастилии (1587), 8-й граф де Буэндиа (1596), испанский политический и военный деятель, государственный секретарь и войны короля Филиппа II, адмирал во время Англо-испанской войны (1585—1604), Французских религиозных войн и Восьмидесятилетней войны. Его наиболее заметные морские сражения включали сражение с Английской армадой и битва в заливе Альмерия (1591).

## Биография
Принадлежал к известной кастильской дворянской семье, основные владения которой находились в нынешних провинциях Бургос и Сория. Его предки были сеньорами де Санта-Гадеа-дель-Сид, Падилья и Калатаньясор. Сын Антонио Манрике де Лара, аделантадо Кастилии (? — 1556), и Луизы де Падильи Энрикес, сеньоры де Санта-Гадеа.
В 1569 году Мартин де Падилья участвовал в подавлении Альпухарского восстания под командованием дона Хуана Австрийского. В 1571 году он принимал участие в разгроме турецкого флота в битве при Лепанто в качестве капитана галеона, где он захватил четыре турецкие галеры. В 1585 года король Филипп II назначает его генералом испанского галерного флота.
24 июня 1587 года Мартин де Падилья и Манрике получил от короны титул 1-го графа де Санта-Гадеа. В 1589 году он участвовал в обороне Лиссабона от английского флота под командованием Фрэнсиса Дрейка, во время которой он потопил четыре английских корабля. В 1591 году Мартин де Падилья и Манрике разгромил англо-голландскую эскадру в битве у мыса Альмерия. В 1596 году он стал главнокомандующим испанского флота, получив от короля звание генерал-капитана морского океана. В том же году по королевскому приказу Мартин де Падилья возглавил карательную экспедицию против Англии. Испанский флот состоял из 175 крупных судов, в том числе 30 галеонов. Большое количество испанских кораблей затонуло из-за плохой погоды недалеко от Финистерре.
В 1597 году Мартин де Падилья и Манрике одержал победу над англо-голландским флотом под командованием графа Эссекса. Он организовал новую карательную экспедицию против Англии с целью нападения на уэльский порт Фалмут, но плохая погода не дала ему возможности достичь желаемого. В 1598 году возглавляет испанскую эскадру под командованием Андреа Дориа, принца Мельфи, которому поручено доставить Маргариту Австрийскую из Генуи, чтобы выйти замуж за короля Испании Филиппа III.
В 1601 году генерал-капитан Мартин де Падилья и Манрике победил в водах Альмерии голландскую эскадру, поддерживаемую французскими пиратами. В том же 1601 году ему было снова поручено возглавить испанскую экспедицию для поддержки восстания в Ирландии, но он не смог вовремя добраться до места назначения и он вернулся в Испанию.

## Семья
Мартин де Падилья и Манрике женился на своей племяннице Луизе де Падилья и Акунья (? — 1614), дочери своего старшего брата Хуана де Падилья и Манрике, и Марии де Акунья, 7-й графине де Буэндиа, соединив, таким образом, эти два титула. За многочисленные военные заслуги на море король Испании Филипп II 29 января 1587 года пожаловал ему графский титул над своей виллой Санта-Гадеа. Умер в 1602 году, поместья Буэндиа и Санта-Гадеа последовательно были унаследованы двумя его сыновьями:
- Хуан де Падилья Манрике (? — 1606), 2-й граф де Санта-Гадеа и 9-й граф де Буэндиа (1602—1606). Скончался, не оставив после себя наследников.
- Марко Антонио де Падилья Манрике
- Мартин де Падилья Манрике, иезуит.
- Эухенио де Падилья Манрике (? — 1 июня 1622), 3-й граф де Санта-Гадеа и 10-й граф де Буэндиа (1606—1622). Также скончался, не оставив после себя детей. После его смерти начался судебный процесс из-за наследства, который был решен в пользу Франсиско Гомеса де Сандоваля и Рохаса, 2-го герцога де Лерма, сына Кристобаля Гомеса де Сандоваля и Рохаса, 1-го герцога де Уседа, который был женат с 1597 года на Марианне Манрике де Падилья и Акунья.
- Марианна Манрике де Падилья и Акунья (? — 1611), вступила в брак в 1597 году с Кристобалем Гомесом де Сандовал и Рохасом, 1-м герцогом Уседой (1581—1624), старшим сыном валидо (фаворитом) короля Филиппа III, Франсиско Гомесом де Сандовалем, 1-м герцогом де Лерма (1553—1625). Им наследовал их сын Франсиско Гомес де Сандовал и Рохас (1598—1635), 2-й герцог де Лерма и Уседа, ставший 11-й графом де Буэндиа.
- Ана Мария де Падилья Манрике, замужем за Франсиско Фернандес де ла Куэва (1575—1637), 7-м герцогом де Альбукерке
- Луиза де Падилья Манрике (1590—1646), супруг — Антонио Хименес де Урреа (1590—1654), 5-й граф де Аранда.